# Zeebes
De zeebes (Dendrodoa grossularia) is een zakpijpensoort uit de familie van de Styelidae. De wetenschappelijke naam van de soort werd in 1846 voor het eerst geldig gepubliceerd door Pierre Joseph Van Beneden. De soort is inheems in de noordoostelijke Atlantische Oceaan, waar het veel voorkomt in ondiep water en aan de kust op onbeschutte rotsachtige locaties.

## Beschrijving
De zeebes is een solitaire, roodbruine zakpijp, tot 2 cm lang en 1,5 cm in diameter, die afzonderlijk of geaggregeerd voorkomt in dichte, hobbelige clusters. Het voelt stevig aan en de vorm van individuele zoïden varieert van afgeplat en afgerond op een spreidende basis wanneer ze solitair zijn, tot rechtopstaand, langwerpig en cilindrisch wanneer ze samengevoegd zijn. De zoïden zijn felrood of oranjerood van kleur. De twee korte maar opvallende sifo's zijn vierkant of vierlobbig van vorm wanneer ze gedeeltelijk zijn samengetrokken, maar rond en wijd uitlopend wanneer ze actief pompen.

## Biologie
Net als alle zakpijpen verzamelt de zeebes voedsel door water door hun lichaam te pompen. In het lichaam zit een zeef die in het water aanwezig plankton vangt en verder naar de darm leidt. Via kieuwen wordt de benodigde zuurstof uit het water gehaald. 

## Verspreiding
De zeebes soort komt wijdverspreid voor in de Noord-Atlantische Oceaan, aan beide zijden. Aan de Europese zijde loopt het verspreidingsgebied van de poolzee tot de Franse Atlantische kust (Bretagne). Deze soort kan gevonden worden van beneden de laagwaterlijn tot minstens 600 meer diepte op zowel harde substraten (rotsen, stenen, schelpen, wieren) als ook op andere soorten zakpijpen.